# Claudio di Bullion
Claudio di Bullion, in francese Claude de Bullion (Parigi, 1569 – Parigi, 22 dicembre 1640), era un gentiluomo francese, consigliere di stato, sovrintendente alle finanze e presidente del parlamento di Grenoble.

## Biografia
Entrato come avvocato al Parlamento di Parigi nel 1594, ottenne l'anno successivo una carica di consigliere nel medesimo parlamento. Nel 1605 divenne Relatore sui ricorsi e, nel 1606, Consigliere di Stato e presidente del parlamento di Grenoble.
Signore di Bonnelles, fu commissario di Sua Maestà presso l'assemblea riformata di Saumur. Fu poi ambasciatore straordinario presso il ducato di Savoia e partecipò, come ministro di Enrico IV insieme al maresciallo di Francia François de Bonne de Lesdiguières, alle trattative che si tennero preso il Castello di Bruzolo con il duca di Savoia Carlo Emanuele I: iniziate il 21 aprile 1610, le trattative si conclusero il 25 dello stesso mese con il Trattato di Bruzolo.
Fu sovrintendente alle finanze sotto Luigi XIII (1632 – 1640) e poi "guardasigilli" dell'Ordine dello Spirito Santo dal febbraio 1633 al 1636.
Il Bullion fu poi un attivo sostenitore del cardinale Richelieu.
Nel 1611 Claude de Bullion acquistò la signoria di Boulon, oggi Bullion, nel dipartimento di Yvelines.
Nel 1612 sposò Angelica Faure, figlia del ricco diplomatico Guichart Faure, e di Madeleine Brulart, sorella di Nicolas Brulart de Sillery, cancelliere di Francia, che gli portò in dote 75 000 livres. L'incarico di "guardasigilli" dell'Ordine dello Spirito Santo passò al figlio Noël de Bullion.
Acquistò anche la signoria di Maule (Château d'Agnou). Nel 1620 acquistò il Castello di Wideville, che ricostruì ed abbellì con i suoi giardini, creando il celebre Ninfeo.
Entrò in possesso anche delle signorie di Fervaques, di Gallardon, di Montlouet, d'Atilly e di Longchesne. Nel 1639 acquistò il castello di Esclimont.
Claudio di Bullion fu il creatore della moneta detta Luigi d'oro.
Fece poi erigere a Parigi, su disegno del Le Vau, un magnifico palazzo, l'Hôtel Bullion del quale sono rimarchevoli le gallerie dipinte dal Vouet e da Jacques Blanchard.
«Claude de Buillon morì nella sua casa di Parigi e venne sepolto nella cappella della casa Besançon, all'interno dell'Église des Cordeliers di Parigi, che egli aveva fatto ornare di ricchi dipinti come se fosse destinata alla sua sepoltura insieme ai suoi antenati per parte di madre.»
Il suo mausoleo venne distrutto durante la rivoluzione francese.

## Fonti
- (FR) Yves Le Guillou, "L’Enrichissement des surintendants Bullion et Bouthillier ou le détournement des fonds publics sous Louis XIII", Dix-septième siècle,  n° 211 2001/2 ;  p. 195 - 213, su cairn.info.